# Politikåret 1896

## Årets händelser
- 4 januari - Utah blir den 45:e delstaten att ingå i den amerikanska unionen.[1]
- 10 mars - Antonio di Rudinì efterträder Francesco Crispi som Italiens konseljpresident.[2]
- 1 maj - Charles Tupper efterträder Mackenzie Bowell som Kanadas premiärminister.[3]
- 11 juli - Wilfrid Laurier efterträder Charles Tupper som Kanadas premiärminister.[3]
- Okänt datum - Den svenska rösträttsrörelsen håller en andra folkriksdag, där kravet på rösträtt åter framförs.

## Val och folkomröstningar
- September - Andrakammarval hålls i Sverige. Hjalmar Branting väljs som förste socialdemokrat in i Andra kammaren i Sveriges riksdag.[4] Allmän rösträtt blir hans huvudfråga.

## Organisationshändelser
- National Democratic Party bildas.
- Revolutionära kommunistiska alliansen bildas.

## Födda
- 16 juli – Trygve Lie, norsk diplomat och politiker, FN:s generalsekreterare 1946–1952.
- 16 november – Oswald Mosley, brittisk politiker, partiledare för British Union of Fascists 1932–1940.

## Avlidna
- 24 september – Louis De Geer, svensk politiker, Sveriges statsminister 1876–1880.

### Fotnoter
1. ↑  ”Utah” (på engelska). World Statesmen. 4 juni 1896. http://www.worldstatesmen.org/US_states_S-U.html#Utah. Läst 27 februari 2015.
2. ↑  ”Italy” (på engelska). World Statesmen. http://www.worldstatesmen.org/Italy.htm. Läst 31 juli 2015.
3. 1 2  ”Canada” (på engelska). World Statesmen. http://www.worldstatesmen.org/Canada.html. Läst 1 augusti 2015.
4. ↑  Dan Nilsson (10 mars 2011). ”Socialdemokratiska ledare genom tiderna”. Svenska dagbladet. http://www.svd.se/nyheter/inrikes/socialdemokratiska-ledare-genom-tiderna_5997647.svd. Läst 27 februari 2015.